# バイオハザード アンブレラコア
『バイオハザード アンブレラコア』（BIOHAZARD UMBRELLA CORPS）は、カプコンより2016年6月23日に発売されたバイオハザードシリーズのゲームソフト。対応機種はPlayStation 4、Steam。なお、PlayStation 4はダウンロード版とダウンロードコード版が存在するが、パッケージ版はない。

## 概要
『バイオハザードシリーズ』20周年記念作品第1弾。『バイオハザード』の世界観に、競技型サバイバルゲーム（サバゲ―）の駆け引きや緊張感を加えたスピンオフオンライン対戦専用3人称視点シューティングゲーム（TPS）である。
プレイヤーは傭兵となってクリーチャーの徘徊する閉鎖区間で敵の傭兵と対戦する。ゲームジャンルである「コンペティティブシューター（competitive shooter）」とは「競技用シューティングゲーム」を意味し、プレイヤー同士が純粋に技術や戦略を競い合って勝敗を決めるeスポーツのようなゲーム性が特徴となっている。本作は対戦に特化したゲームとして開発されており、過度な演出やストーリー性は存在しないが、シリーズ上の時系列としては『6』と『7』の間の時期（マルチプレイにおいて）であるとされ、メインシリーズに関係した組織や名称なども登場している。
また、世界観が近いため『7』を意識しているところがあり、『バイオハザード アンブレラコア』の｢BIOHAZARD｣のZの部分が『7』と同様に既に7になっていること、アンブレラコアは青アンブレラとして『7』に登場することになった。
2015年9月に開催された「SCEJA Press Conference 2015」において初公開され、その後バイオハザード20周年となる2016年5月12日の発売を予定していたが、6月に延期された。
北米版と欧州版ではシリーズで初めて、英題である『RESIDENT EVIL』が入らない『UMBRELLA CORPS』というタイトルになっている。
配信開始に連載中だった公式連動漫画『バイオハザード〜ヘヴンリーアイランド〜』と連動しており、本作でロゴが初出だった神亜製薬に所属するアンブレラコアが登場する。

## 開発・評価
「『バイオハザード』を題材にして小規模なスピンオフ作品が作れないか」という企画からスタートし、当時まだ未発表で密かに開発が進められていた『7』が純粋なサバイバルホラーを目指していたことに対して、本作はよりシューティング要素に特化したゲームとなるべく開発が進められた。当初の狙いは、低価格の小規模タイトルとして主なターゲットをSTGプレイヤーやマニア層に絞り、小粒だが濃密な対戦が楽しめる新しいタイプの『バイオハザード』作品としてシューター市場にアピールすることを目的としていた。
その後、諸事情で『7』の正式発表が延期され、「SCEJA Press Conference 2015」においては本作の情報のみが単体で公開されることとなるが、その時点ではユーザーやメディアの多くが『7』の発表を期待していたため本作への反応は厳しいものとなり「バイオハザードなのになぜシューターなのか？」という意見が多く寄せられることとなった。これに対して開発スタッフ側も、ユーザーにゲームへの理解を深めてもらうべく体験会の開催やクオリティアップのために発売日の延期などの施策を行うが、一度ついたネガティブなイメージを払拭することはできず、最終的にはファミ通クロスレビューでは40点満点中36点でプラチナ殿堂入りという高評価を得ていたにもかかわらず、ゲーム発売後のPS4版の評価（メタスコア）は100点満点中39点という低評価となった。
このことについて後に開発スタッフは「開発者の想いと、ユーザーがブランドに望む像にすれ違いが生じてしまったからではないか」と語っている。

## ストーリー
1998年。アメリカ合衆国の都市ラクーンシティを発端とする大規模なバイオハザードを次々に引き起こした製薬会社アンブレラは、2003年に責任を取らされて解体された。しかし、アンブレラの崩壊はバイオハザードの終息ではなく、さらなる拡散を招いてしまう。
そして、バイオテロの脅威がもはや当たり前になった2015年。アンブレラが残した研究成果の価値はむしろ高まっていた。
そんな世界で、感染者ごと隔離された封鎖地区へ潜入し、「ゾンビ狩り」に勤しむ者たちがいた。ワクチンの開発にまつわる利権のため、あるいはより強力な生物兵器の開発を目論む企業の尖兵として、彼らは対感染者戦を想定した独自の戦闘術CQBZ (Close Quarter Quarantined Battle Zone) を駆使し、封鎖地区で人知れず戦いを繰り広げる。
アンブレラの遺産に群がり合う者たちでもある彼らはいつしか、アンブレラコアと呼ばれるようになっていた。

## ゲームシステム
一般的なTPSでは、プレイヤーが死亡してもリスポーン（復活）するが、本作では「ワンライフマッチ」が基本となっており、死亡してもそのラウンドでの復活はしない。1ラウンドは数分で決着がつくスピーディーな展開のゲームデザインとなっている。プレイ人数は3対3のチーム戦や4人によるバトルロイヤルなどプレイするモードによって異なる。
基本的にはプレイヤーである傭兵対傭兵の対戦だが、第3勢力として徘徊するゾンビなどのクリーチャーも本作のバイオハザードらしい特徴となっている。プレイヤーの傭兵は通常はゾンビジャマーというゾンビから攻撃されなくなるアイテムを装備しているが、こちらが攻撃すれば反撃してくる。人影が見えたとしても攻撃すべき敵プレイヤーなのか、それともゾンビなのか判断する必要がある。また、ゾンビに紛れて敵に接近したり「敵プレイヤーのゾンビジャマーを破壊することでゾンビに襲わせる」といった戦法も存在する。

## 用語
CQBZ(Close Quarter Qurantined Battle Zone)
CQBZ（Close Quarter Quarantined Battle Zone）とは「ウィルス環境下での特殊近接戦闘技術」を意味する。CQB(Close Quarter Battle)をベースに、ゾンビが出現する環境での近接戦闘を目的として編み出された戦闘スタイルで、ゾンビバイル、ベイトシールド、ゾンビジャマー、ゾンビアイゼンといった特殊な装備を使用する。CQBZの中核をなすゾンビジャマ―を除く各装備は、1つの装備が複数の用途や役割を担うことを想定しており、最小限の装備で多様な作戦に対応できるよう合理性を重視した設計となっている。なお、CQBZや使用する装備などの考案者は「死神」と呼ばれた伝説の傭兵であるとされている。
ゾンビバイル
登山などに用いられるバイルをモチーフにした接近戦用の打撃武器。ゾンビとなった感染者でも脳からの指令で体を動かしている点は人間と共通であり、人体の急所である脊髄を一撃で破壊することを目的に開発された。形状は武器によって様々だがいずれも先端のブレード部分には加熱機能が備わっており、チャージすることで金属の溶断すら可能にする「ヒートバイル」を繰り出すことが可能。ゾンビ相手にはもちろん対人戦でも効果を発揮するほか、先端を壁に引っ掛けて高所に上る際などにも使用する。
ベイトシールド
左腕に装着するアームプロテクター状の防御用シールド。硬度と弾力性に富んだ特殊樹脂で作られており、ゾンビの最も一般的な攻撃である「噛みつき」対策として開発された。防具としての強靭さに加え、ゾンビに噛みつかれると歯が抜けにくくなるよう設計されており、わざとシールド部分に噛みつかせることで対象の動きを封じることができるほか、捕らえたゾンビの体を盾にする「ゾンビシールド」というテクニックへの応用も可能。また、防御面積は狭いものの銃弾の防御も可能で、腕をかざして頭部をカバーすることで正面からのヘッドショットをある程度防げるようになっている。
ゾンビジャマー
CQBZの中核をなす装備で、装置を背中に背負う形で身に着ける。装置から特殊な電磁破を発し、ゾンビの感覚を麻痺させることで使用者をゾンビなどの感染者から見えない状態にすることができる。電磁波は人体に取っても悪影響があるため、使用時は特殊なヘルメットの装着が必要となる。効果が発揮されている間は感染者に近づいても襲われることはないが、敵の攻撃などでゾンビジャマーが破壊されると周囲のクリーチャーが一斉に襲い掛かってくるようになるため非常に危険な状態になる。また、ゾンビジャマーが無事でもこちらから感染者に攻撃を加えた場合は存在を気付かれてしまうほか、一部ゾンビジャマーが効かないクリーチャーも存在する。ゾンビジャマー自体は容易に交換することができ、敵が所持していたものを奪って使用することなども可能となっている。
ゾンビアイゼン
ゾンビバイル同様、登山具から着想を得た鉤脚具（アイゼン）。爪先部分に鋭い爪のついた堅牢な脚部装備で、汚染された封鎖地区を安全に踏破するために開発された。ゾンビは肉体を損傷して歩行が困難になっても地面を這いずって襲い掛かってくるため、そうしたゾンビの頭部を踏みつぶして破壊することにも使用するほか、ゾンビバイルと併用して壁をよじ登る際などにも使用する。

## ゲームモード

### オンラインモード[13]
ゲーム内の日付は2016年のリアルタイム月日。直接的な関わりはないが『バイオハザード7 レジデント イービル』の事件が始まる直前の戦いである。
圧倒的に優れた武器が存在しない本作では「いかに有利な状況で戦うか?」が重要なポイント。プレイヤーの純粋なテクニックはもちろんだが、仲間との作戦立案や連携をしっかり行うことで、戦況が大きく変わる。オンラインモードは3つのマッチがあり、「ランキングマッチ」「フリーマッチ」「フレンドマッチ」がある。「ランキングマッチ」では初期装備は限られており、レベルを上げていく毎に解放されていく。「フリーマッチ」「フレンドマッチ」では装備は全て解放されているが、レベルを上げることは不可能。

#### ワンライフマッチ
「ワンライフマッチ」では、リスポーンによる復活はなく、"死"=ゲームオーバーとなる。これまでとは異なる緊張感の中で対戦することとなる。また、対戦時間は最大3分と短時間で決着する。瞬間で攻守が入れ替わるハイスピードバトルが楽しめる。

#### マルチミッション
マルチミッションは最大6人で対戦するプレイモード。このモードは1マッチ5戦制、3戦を先取したチームが勝利となる。対戦ルールは8種類のゲームルールからランダムに選択されるため、ルールや状況に応じて戦略を変えてゆく柔軟性が求められる。いずれのルールも制限時間は最大3分。本作の特徴であるスピーディーな対戦運びはそのままである。
リスポーンマッチ
戦線に復帰することが出来るリスポーンルールによる戦闘。リスポーン位置がランダムなため索敵テクニックが重視されるルールでもある。
ターゲットハンター
チームからランダムに選ばれた“ターゲット”を倒すことで勝利となるルール。
ドミネーション
データ送信装置の確保時間を競うルール。送信装置の有効エリアに入ると、ポイントが加算されてゆく。
DNA ハンター
ゾンビを倒すと出現する'DNAサンプル"の数量で勝敗が決するルール。ゾンビジャマーへの被弾も、プレイヤーの腕次第ではポイントチャンスに転化が可能。
特殊 DNA ハンター
特殊感染者が有するDNAサンプルを手に入れることが目的のルール。高い耐久力と攻撃力を誇り、ゾンビジャマーを無効化する能力を持っているため他のゲームルール以上に、連携/協力が重要となる。
プロテクター
機密情報を収めた1つのアタッシュケースをより長く保持したチームが勝利する。いわば"移動する拠点確保"とも言えるルール。
コレクター
封鎖地区に存在する5つのアタッシュケースをすべて奪い合うルール。
カラーウォー
カラーと呼ばれる戦闘データの回収を競うルール。僚友と行動を共にすることで、敵にポイントを与えず装置を回収に来た敵を待ち伏せる戦術も可能。

### 4 Survivor
暗いステージの中、限られた装備で最大4人のプレイヤーが生き残るために戦うモード。ゾンビジャマーもなく、ゾンビたちは常にプレイヤーを探し、襲い掛かる(支給品として出てくるが一定時間経過すると壊れる)。武器は基本的にはハンドガンのみで弾数は少ない。
ステージにショットガンもしくはPDWが落ちているがいずれも弾数は限られている。この他に支給品にインクリボンがあり、手持ちのポイントをタイプライターでセーブしておくことができ、倒されてもそのポイントからスタートできる。ベイトシールドもなくゾンビシールドを行うことが不可能。ゾンビバイルのかわりにコンバットナイフを所持している。8月19日の無料アップデートにて追加。

## THE EXPERIMENT
1人プレイ専用のプレイモード。プレイヤーは被験体3A7として、感染者やクリ―チャーで溢れる封鎖地区を戦場とした20を超える困難なミッションを生き残らねばならない。
死の実験、始動
実験ミッションはｔ-ウィルス感染者、すなわちゾンビのDNAサンプルの採取。プレイヤーは限られた兵装で封鎖地区に侵入、感染者を倒し、規定数のDNAサンプルを集めなければならない。
担当者 アブラハム・ジャクソン 実験期間 2012年3月
生物兵器『B.O.W.』の脅威が現実となり、生まれた新戦術構想『CQBZ』。その有用性を示す実戦訓練、事実上の人体実験に傭兵は被験体3A7として感染者が蔓延る施設に限られた装備で足を踏み入れた。
拠点の確保
実験地はトライセル社の本部跡。ここはトライセルの裏稼業＝兵器開発の重要な場所だったようで、対立企業が引き起こしたと言われるバイオテロ攻撃によって壊滅し、現在は感染エリアとして封鎖されている。この地に残る通信設備群を再起動し、所定の時間クリーチャ―による攻撃を耐えきって動作を維持するのがミッションとなっている。
担当者 アブラハム・ジャクソン⇒ベアトリス・バートランド 実験期間 2012年4月~8月
無事にミッションを終え、担当官への信用を得た3A7はB.O.W.への反抗力と成りうるCQBZに対して「生物兵器の商品価値」を懸念する上層部の妨害を受けながらもトライセルHQ、より危険度の高いガナードが占拠する村での実験をこなしていく。しかし協力的だったアブラハムが1人の幹部の足取りを追う最中に失踪し、後任に付いた女性担当官の手で更に凶悪なマジニが出没するキジュジュへと移送される。
狂気の実験
「南極基地」が実験地として登場し、より危険な特殊ゾンビのDNAサンプル入手や、感染者から装備者を不可視化する装置"ゾンビジャマー"の運用実験など、極寒の地でも被験者の生死など考えもしない過酷な実験が行われる。
担当者 ベアトリス・バートランド 実験期間 2012年9月~11月
3A7がキジュジュ、そして仮想ラクーンシティでの実験を成功させて収集されたデータで遂にCQBZの要となる新装備の開発に至る。だがそれを受けた上層部は現担当官のベアトリスに用済みとなった3A7抹殺命令を下す。「絶対的存在でなければならないB.O.W.を殺せる兵士は邪魔だ」。窮地へと追い立てられた3A7は実験地と称した処刑場「南極基地」でかつてない課題を強いられる。

## 登場クリーチャー
ゾンビ
シリーズの代表的クリーチャー。T-ウイルスや『6』に登場したC-ウイルスに感染した人間の成れの果て。
微かな記憶と食欲に支配され、封鎖地区に侵入した者を見境なく襲う。
特殊ゾンビ
新たに発見された変異体。
ブラッドショットの様な姿をしており、肥大化によって露出した筋肉から泥々とした体液が流れ落ち、歯は肉食獣の牙の如く研ぎ澄まされ、爪も鋭利な凶器と化してもはや人だった時の面影はない。
攻撃力、耐久力、敏捷性の何れもトップクラスであり、封鎖地区内任務の要であるゾンビジャマーを近づくだけで機能不全に陥とす能力を持ち合わせた本作最強のクリーチャー。
一人用モード｢THE EXPERIMENT｣の最終局面ではこの個体のDNAサンプル入手がミッションとして要求される、事実上のラストボスである。

ガナード
寄生生物プラーガに脳まで侵食された辺境の村人。教団の支配から逃れていた村民が、政府の警告を無視して帰村し、寄生されてしまった。
本来は高い知能を用いるが彼らを統括する支配種が『4』で倒された影響か、手持ち武器を漸く扱える程度に弱体化している。
しかし、依然ゾンビを超える脅威なのは変わりない。
特殊ガナード
従来のプラーガ寄生体は夜行性で強い光が弱点だったが、支配種の助力無しに存命する中で環境の変化に適応し、その高い戦闘力を昼夜場所を問わず発揮する個体が出現する。露出した本体から伸びた触手は広範囲への攻撃を可能とする恐るべき武器となる。
マジニ
プラーガを生物兵器として運用するために品種改良された「タイプ 2」の宿主にされたガナードの発展型。
掃討を免れて集落近辺に潜伏していたタイプ2に襲撃され、新たな宿主とされてしまう
特殊マジニ
新たな形態が確認された「タイプ2」。
成体である「ブイキチワ」に似た形態が宿主の頭を押し出す様に肥大して、鉤爪を用いた攻撃で戦闘力が向上している。
ケルベロス
ドーベルマンをベースにT-ウイルスで生み出されたB.O.W.。
敵味方の判別はなく、主に人間に対しての無差別攻撃を目的に投入される。人型のクリーチャーより俊敏に敵を捉えてくる。

アジュレ
プラーガ「タイプ 2」の汚染区域に生息していたために宿主にされた野犬。
『5』との相違点として寄生体が露出する形態は登場しない。
クロウ
ウイルスの犠牲者の屍肉を餌にしていたことで、二次感染したカラス。本作では後述の「タイプ 2」由来も登場する。
本作は標的の頭上に密着したまま振り払えず、ついばみで確実に削ってくるため、急ぎ撃つか叩き落とさなければ危険である。

## 登場武器
本作はPDW、ショットガン、ハンドガン、グレネード、ゾンビバイルのみである。

### PDW
K-12 AX
高発射レートと扱いやすさを両立させた銃。連射速度の高さから、横に動く相手に対しても当てやすいが、弾切れが早い。フォルムはクリス ヴェクター。
JP Granate AZ
対ゾンビ貫通弾を使用した、コンパクトなPDW。頭部ダメージが高く、使いこなすには正確なエイムが必要。フォルムはH&K MP7。
Warthog
特徴的な形状のPDWで、ゾンビに対し貫通力を持つ弾丸を使用。威力が高いが連射レートはPDWの中では低め。フォルムはMagpul PDR。
Lancer CQBZ Ver.
アサルトライフルの性能を活かしつつCQBZ用に改良した銃で、威力が高い。また遠距離攻撃も得意だが、活かせる場面は少ない。フォルムはKAC 6x35mm PDW。
418 Matilda SP
Matildaを3点バースト化したタイプ。軽量で移動重視の戦闘に有効だが、威力は低めで、若干決め手にかける。フォルムは『バイオハザード2』『バイオハザード4』に登場したH&K VP70（マチルダ）。
TN-12 AX Falco SP
軽量で移動に有利なタイプ。また、3点バースト化されている。正確に当てることができればPDWにも引けを取らない。フォルムは『バイオハザード CODE:Veronica』に登場したカスタムハンドガン（ベレッタM93Rバースト）。
TN-12 R.P.D. SP
3点バーストだったものを5点バーストに強化した特殊な銃。使いこなすには通常のものよりもさらに正確なエイムが必要。フォルムはベレッタM93R。
Blackjack Custom
CQBZ実用訓練のスポンサーである某銃器メーカーの試作銃。Blackjackにパーツを付けた、最高発射レートを持つPDW。高速戦闘に向いているが、弾切れは早い。フォルムは『バイオハザード リベレーションズ』に登場したG18をカスタムしたもの。

### ショットガン
Waltham
CQBZ実用訓練のスポンサーである某銃器メーカーの試作銃。フルオート射撃が可能なショットガン。短距離、短時間の威力は絶大だが、リロード時間がかなり長い。フォルムはAA-12。
Waltham type B.S.A.A.
Walthamをさらに高速連射を可能にしたタイプ。ただし拡散率が減っているため、繊細な扱いが必要となっている。フォルムはAA-12。
Doberman Pincer
近距離で絶大な威力を誇るショットガン。散弾するため近距離ならズームせず撃っても、相手を倒しやすい。フォルムはKel-Tec KSG。
D. Pincer U.S.S.
特殊な機構により弾丸の拡散率を任意に変更できるショットガン。状況にあわせた使いこなしを必要とする上級者向け。フォルムはKel-Tec KSG。

### ハンドガン
TN-11
Samurai Edgeのベースにもなった名銃。扱いやすさから非常に広い範囲で使用されている。フォルムはベレッタM92F。
Samurai Edge
S.T.A.R.S.の正式装備として知られる。長い年月の中、その洗練された性能は今でも見劣りしない。
TN-12 AX Falco
ハンドガンながら3点バースト射撃が可能。近距離での出会い頭の戦闘ではその能力を遺憾なく発揮する。フォルムはベレッタM93R。
418 Matilda
個性的な外見を残したまま、内部構造を一部見直したモデル。その結果、現在でも十分に戦うことができる銃となった。フォルムはH&K VP70。
Wolfsbane
実験的に設計された頭蓋骨破壊強化弾を使用。使い手は選ぶが味のある旧式銃として今でも健在。フォルムは『バイオハザード CODE:Veronica』に登場したルガーP08。
Blackjack
取り回しの良さ、完成度の高い設計から、長い間使われている。クセがなく、使う相手を選ばずにその性能を発揮できる。フォルムはG18。
Grey Fox
独特の設計思想で作られた、信頼性が高い銃。バランスの良い性能を持ち、使用した兵からは長く支持されている。フォルムは『バイオハザード5』に登場したH&K P8。
R39 Swamp Rat AZ
CQBZ実用訓練のスポンサーである某銃器メーカーの試作銃。コンパクトなボディで比較的高い威力を発揮している。高い次元でのバランスの良さを持つ、完成度の高い銃。フォルムはワルサーP99。
MAG-REV
高威力を持つリボルバー。構造は旧式だがその単純さゆえトラブルが少なく、この銃を選ぶものは多い。フォルムは『バイオハザード』に登場するコルトパイソン/マグナムリボルバー。
MAG-REV Umbrella
遠距離でも威力の減衰しにくい弾丸を使用した改良型リボルバー。戦闘スタイル次第でその性能を遺憾なく発揮することもできる。フォルムはコルトパイソン。
Lightning Hawk
高火力ハンドガンの代表格。対ゾンビ貫通弾を使用し、CQBZにも適応しているため、今でもその地位を保つ。デザートイーグルが正式名称。

### グレネード
Frag Grenade
周囲にダメージを与えることがきるグレネード。
Smoke Grenade
爆発と共に視界を奪う煙を発生させるグレネード。
Fire Grenade
投擲地点に火炎を発生させるグレネード。
Jammer Buster
効果範囲内に入った敵のゾンビジャマーを一時的に無効化するグレネード。
Glue Grenade
ありとあらゆるものに吸着し、敵に張り付ければ爆破ダメージを確実に与えるグレネード。
Sensor Grenade
着弾後、周囲にいる敵プレイヤーを一定時間透過表示させるグレネード。
Noise Grenade
着弾後、周囲にいる敵プレイヤーのサウンドレーダーを無効化するグレネード。
Smoke Grenade SP
違ったタイプの煙を発生させるスモークグレネード。

### ゾンビバイル
Cronus Mk.II
ゾンビバイルの代表的なモデルで、完成度が高い。ヒートバイルのチャージ時間は短めで、持続時間も比較的短い。
Cronus Mk.I
試作型だが、軽量でチャージ時間が短い。持続時間は短いが カウンター潰しをしやすく、積極的にバイルを使う兵が好んで使用。
Hoghammer
堅牢性も高いが、圧倒的な威圧感を持つ斧のような見た目が最大の特徴。ヒートチャージ継続時間は最長だが、チャージに必要な時間も長い。
Talonhawk
過去の英雄にちなんだ鉈型のタイプ。性能面ではヒートバイルのチャージ時間は多少長いが、継続時間もその分長くなっている。

## 舞台
アンブレララボ
初代よりシリーズに深く関わってきた「アンブレラ」の研究施設跡。ウィルス流失事故によってゾンビが徘徊しており、膨大な研究資料も放置されたまま、厳重な封鎖がなされている。
トライセルHQ
『バイオハザード5』に登場した企業「トライセル」本社跡地。不正の発覚後、対立企業からのバイオテロ攻撃に晒され、犠牲者らのゾンビと何者かに放たれた犬型B.O.W.「ケルベロス」によって占拠されている。
発端の村
『バイオハザード4』の舞台となったヨーロッパの寒村。バイオテロ鎮圧後も寄生生物「プラーガ」が生息する危険地域である。
キジュジュ自治区12区域
『バイオハザード5』の舞台となったアフリカ西部の街。BSAAによる活躍でテロは鎮圧されたものの、追撃を逃れた寄生型B.O.W.「プラーガ タイプ2」が尚も潜伏する。
南極基地
『バイオハザード CODE:Veronica』の舞台となったアンブレラ基地の廃墟。この地に徘徊するゾンビから、過去の事件記録にない新たな特殊変異体が確認された。
ラクーンシティ
シリーズ初期にして象徴である舞台。空前の生物災害が起きた街として人々の記憶に深く刻まれ、17年を経て尚も多くの謎が囁かれる。洗浄によって跡形もなく消滅し、現存しないはずだが再び闘争の地となる。
「THE EXPERIMENT」のミッション報告書にて何者かに再現された仮想の廃墟であることが記載されている。
R.P.D.警察署内
ラクーンシティ内の警察署。本作の17年前にミサイルによる洗浄作戦に晒され、完全な形であるハズのない建物にもかかわらず、生存者が最近までいたような形跡すら残して佇んでいる。
洋館
『バイオハザード』の舞台となったラクーンシティのアークレイ山地にあるアークレイ研究所。無料アップデートで7月7日に追加された。
洋館事件の際、アルバートの手によって跡形もなく吹き飛んだはずだが再び戦場となった。
蘭祥（ランシャン）
『バイオハザード6』の舞台となった中国の街。無人となった商店街が戦地となる。8月19日の無料アップデートにて追加。

## その他

### エージェントゴーストパック
エージェントゴーストパックには人気キャラクター「クリス」、「レオン」、「バリー」、「ジェイク」、「ウェスカー」 そして「ハンク」のフェイスと、「ハンク」のボディ他、さまざまなアクセサリーがまとめて収録されており、カスタマイズの楽しみ広げてくれる内容になっている。様々な"If"を楽しむことができる。なお、エージェントゴーストパックはダウンロードコード版及び『デラックスエディション』ならセットで手に入れる事が出来る。

### COMPLETE SOUNDTRACK
アンブレラコアのダウンロードコード版に同梱されているオリジナルサウンドトラック。ディスクは2枚ある。2枚合わせて60曲収録されており、所要時間は2:30'13"。

### DISC-1
全23曲収録されており、所要時間は1:13'57"。
01. Core Promoter / Main Theme [4'51"]
02. code_ [2'41"]
03. PRIDE of mankind [2'51"]
04. The Stratosphere [3'10']
05. Secret Invasion [2'57"]
06. Veteran Combat [4'20"]
07. On the Edge of Oblivion [3'09"]
08. Danza de la muerte [2'39"]
09. Lightning Assault [2'40"]
10. Homing Virus [2'20"]
11. Memory Disorder [3'33"]
12. Criminal Velocity [3'25"]
13. Wicked Pulse [2'41"]
14. Apoptotic Siege [4'19"]
15. Ancient Genome [3'14"]
16. Monochrome Stream [3'06"]
17. Lost Ego [3'13"]
18. The Perfect Kill [2'55"]
19. Sweet Trauma [3'55"]
20. Phantasmagoria [3'41"]
21. Impregnable Fortress [2'51"]
22. Attack en Masse [3'34"]
23. _decode / Results [1'52"]

### DISC-2
全37曲収録されており、所要時間は1:16'16"。
14～28曲目まではそれぞれのシリーズのBGMとなっており、14～16曲目が『バイオハザード』、17～19曲目が『バイオハザード CODE:Veronica』、20～22曲目が『バイオハザード4』、23～25曲目が『バイオハザード5』、26～28曲目が『バイオハザード6』となっている。コード:ベロニカ以外の3曲目はセーブの時のBGMとなっている。
01. 2nd to None [3'07"]
02. Honorable Victory [2'58"]
03. Mind Hacking [3'42"]
04. Effective Tactics [4'05"]
05. Fatal Malignancy [3'27"]
06. Contamination Intended [4'01"]
07. Lurking in the Shadows [3'16"]
08. Reminisce [3'30"]
09. Cursed Transcription [3'10"]
10. RE-surrection [4'10"]
11. Survive! [2'13"]
12. Silent Killer [3'47"]
13. Pandemic Imminent [2'05"]
14_16. 4 Survivers mode ～ THE MANSION STAGE [2'06"] [0'41"] [0'40"]
17_19. 4 Survivers mode ～ ANTARCTIC BASE STAGE [1'21"] [2'15"] [1'37"]
20_22. 4 Survivers mode ～ VILLAGE STAGE [1'33"] [1'27"] [1'01"]
23_25. 4 Survivers mode ～ KIJUJU STAGE [1'04"] [1'44"] [0'49"]
26_28. 4 Suvivers mode ～ LANSHIANG STAGE [0'57"] [0'34"] [0'43"]
29. unused code_KS02 [1'38"]
30. unused code_AN01 [1'23"]
31. unused code_AN02 [1'38"]
32. unused code_AK01 [1'57"]
33. unused code_YK01 [1'29"]
34. unused code_YK02 [1'37"]
35. unused code_YK03 [1'27"]
36. unused code_YK04 [1'24"]
37. unused code_YK05 [1'40"]

### 海外版の相違点
英題では「UMBRELLA CORPS」、アジア版では「RESIDENT EVIL UMBRELLA CORPS」になっている。
ゾンビ、ガナード、マジニに頭部が欠損する表現がある。
ゾンビには頭部に加えて腕、脚部にも欠損表現がある。
血液の色や倒した敵の肉片は日本版は緑色っぽいのに対し、赤色となっている。
また、海外版でもマルチランゲージで日本語字幕にも対応している。

## PC版の相違点
PC版ではデカールが6枚まで貼れるようになっている。

## コラボレーション
『じゃんげま』
国内・海外ゲーム情報サイト『Game*Spark』内とニコニコ静画で無料連載配信の「女子高校生FPSプレイヤーの日常」を描くコメディ4コマ漫画。主人公・永霧えいむの似顔絵イラストをデカールとして使用可能。
『グッド・ナイト・ストーリー』
裏少年サンデーより連載された岡部閏著の「現実で家庭崩壊した実の家族がVRMMO内で気づかないまま絆を育み、奇怪な現象に遭遇する」様を描いたSFサスペンス・ファンタジー漫画。公式サイトにて主要人物の赤羽一家が本作をプレイするメタストーリーを掲載。